# Nikolaus Ehlen
Nikolaus Ehlen (Graach an der Mosel, Alemania; 9 de diciembre de 1886 – Essen, Alemania; 18 de octubre de 1965) fue un profesor pacifista alemán, al que se considera precursor del movimiento Selbsthilfe-Siedlungsbau, basado en valores del catolicismo, que busca ayudar a los trabajadores a construirse sus propias viviendas.

## Biografía
Nikolaus Ehlen nació en Graach an der Mosel, un municipio del estado de Renania-Palatinado. Fue hijo de Johann Peter Ehlen, vinicultor de la región vinícola del Mosela. Ya en su juventud se sintió llamado al sacerdocio, por lo que tras finalizar el examen de acceso a la universidad ingresó en el seminario episcopal de Tréveris. Después de realizar dos semestres de estudios teológicos, cambió de rumbo y se matriculó en la Universidad de Münster entre 1910 y 1913, donde cursó asignaturas de física, química, matemáticas y filosofía. Además, fue alumno de Joseph Geyser. Después de realizar el examen estatal que le permitía ejercer su profesión (Staatsexamen) y de alcanzar el grado de doctor, empezó a trabajar como asesor estudiantil en un instituto fundado por la dinastía Hohenzollern en la ciudad de Sigmaringa.

En noviembre de 1916 se alistó como miliciano en la Primera Guerra Mundial participando en las batallas de Champaña y de Verdún. Más adelante regresó a su trabajo como asesor en Sigmaringa hasta que en 1919 fue contratado por la ciudad de Velbert como catedrático de instituto para impartir las asignaturas de matemáticas y química. Influido por las teorías del pedagogo Friedrich Willhelm Foersters, Ehlen creía que era importante enseñar a sus alumnos a aprender de forma autónoma y a conocerse a sí mismos. Esta reforma pedagógica se puede observar en el siguiente testimonio:
«Un día, encontré en la pizarra de un grupo de secundaria la acertada caricatura de un profesor. El director (ataviado con una bata negra con un cuello blanco deslumbrante) se acercó a mí indignado y exclamó: ”¡Qué vergüenza para esta clase y para esta escuela! Vamos a averiguar quién lo hizo y será castigado duramente.” Le pedí al director libertad total en la investigación. Hablé con el grupo y elogié el dibujo. "Pero para el anciano y canoso profesor de la caricatura esto seguramente es doloroso. Vosotros sois demasiado decentes para semejante ofensa. Espero que el alumno que lo haya hecho venga a verme esta tarde”. Y vino. Acordamos un castigo juntos y a partir de ese día me gané la confianza del antiguo director y de mi clase.»
El instituto de la ciudad de Velbert, donde Ehlen fue profesor durante décadas, fue nombrado en su honor en 1982. En la entrada hay un busto suyo y, desde 2017, un mural interactivo que muestra su vida y obra.

## Familia
Tuvo ocho hijos con su esposa Maria Stummel: Maria, Ludwig, Ruth, Norbert, Elisabeth, Johannes, Genoveva (Veva) y Nikolaus.

## Posicionamiento político
Ernst Thrasolt, amigo y mentor de Ehlen desde sus primeros días de estudiante, le introdujo a las ideas del movimiento juvenil católico, que surgió poco antes de la Primera Guerra Mundial, al mismo tiempo que los grupos llamados Wandervogel, que apelaban a una forma de vida menos normativa y más en contacto con la naturaleza. Ehlen destacó en este movimiento durante bastante tiempo. Los principios que él defendía se basaban en el concepto de la Lebensreform (diversos movimientos de reforma social), en el Sermón de la Montaña y en la conexión con la naturaleza y el hogar.
Bajo la influencia de Thrasolt, se unió a la Federación de Paz de los Católicos Alemanes. También fue miembro de la Fraternidad Internacional de Reconciliación (IFOR por sus siglas en inglés). Durante un tiempo militó en el Partido de Centro, del que fue expulsado. En 1928, se presentó a las elecciones al Reichstag como principal candidato del Partido Socialcristiano del Reich, de tendencia radical y pacifista, fundado por el político Vitus Heller. Al obtener solo 110.000 votos no consiguió un escaño parlamentario.
Los nacionalsocialistas le vilipendiaron, le encarcelaron y le prohibieron escribir debido a su postura pacifista y a su apuesta por la reconciliación entre los pueblos. Durante su breve encarcelamiento en 1933, firmó una declaración en la que se comprometió a dejar de escribir la revista local Lotsenrufe conforme al espíritu del movimiento pacifista. En el verano de 1939, el gobierno nacionalsocialista finalmente prohibió la revista local. Sin embargo, Ehlen se mantuvo fiel a sus principios como se puede observar en su discurso de defensa, del cual se publicaron varios fragmentos póstumamente. Ehlen regresó de la Segunda Guerra Mundial donde alcanzó el rango de teniente de artillería.
Ehlen adquirió importancia como precursor del movimiento Selbsthilfe-Siedlungsbau. Gracias a la asociación que fundó, Ring Deutscher Siedler (RDS), miles de familias pudieron construir un hogar con sus propias manos. El Estado y la Iglesia reconocieron sus méritos. Tras su muerte en Essen el 18 de octubre de 1965, el entonces ministro de Vivienda, Paul Lücke, rindió homenaje a la obra de Ehlen y su impacto en la política de vivienda de la posguerra.
Un ejemplo de la obra de Nikolaus Ehlen son los esbozos que hizo para construir el asentamiento de autoayuda situado en un distrito de la ciudad de Velbert. A partir de 1934 los nacionalsocialistas asumieron la ejecución de las obras y en 1936 se pudo instalar el primer colono. Pocos días después de que terminara la guerra, Nikolaus Ehlen volvió a convocar a los colonos para iniciar la segunda fase de construcción. Velbert, la ciudad donde trabajaba, nombró a Nikolaus Ehlen ciudadano de honor y le puso su nombre a la escuela en la que daba clase. En el oeste de Alemania, hay numerosas calles que llevan su nombre, así como la urbanización Nikolaus Ehlen en Worms.

## Citas
"Nadie puede ser obligado a realizar el servicio militar en contra de la solemne conciencia personal".

## Reconocimientos
1951: Cruz del Mérito de la República Federal de Alemania
1961: Gran Cruz Federal del Mérito